# NGC 7151
NGC 7151 في الفهرس العام الجديد، هي مجرة، تقع في كوكبة الهندي. اكتشفت في 8 يوليو 1834 بواسطة جون هيرشل.

## روابط خارجية
- NGC 7151 على موقع ويكي سكاي: DSS2, SDSS, GALEX, IRAS, Hydrogen α, X-Ray, Astrophoto, Sky Map, Articles and images